# Impact (1949)
Impact is een Amerikaanse film van Arthur Lubin die werd uitgebracht in 1949.
Het scenario is gebaseerd op een verhaal van film noirschrijver Jay Dratler.   

## Verhaal
Walter Williams is een erg rijke, geslaagde zakenman uit San Francisco. Hij aanbidt zijn vrouw Irene die hij verwent met alle mogelijke attenties. Irene laat zich alles welgevallen. Wanneer hij haar vraagt hem op zakenreis naar Denver te vergezellen doet ze alsof ze zich niet goed voelt. Ze vraagt hem wel haar neef Jim Torrence een lift te geven. Jim is een neef die weinig contact heeft met de familie. Walter kent hem al helemaal niet. 
Torrence is een rare snuiter die blijkt de minnaar van Irene te zijn. Hij hoopt tijdens de rit de gelegenheid te krijgen Walter te vermoorden, met medeweten van Irene. Hij zorgt ervoor dat ze een lekke band hebben. Bij het vervangen van de band slaagt hij erin Walter op het hoofd te slaan met een wielsleutel. Bewusteloos valt Walter een paar meter dieper, in een ravijn naast de baan. In zijn haast om weg te komen rijdt Torrence echter frontaal in op een vrachtwagen. Torrence sterft zwaar verbrand. 
Na een tijd krabbelt Walter moeizaam recht. Hij begint een nieuw maar verborgen leven als monteur bij een vrouwelijke garagist. De diep droevige en teleurgestelde man voelt zich geleidelijk beter, doet graag en goed zijn job en wordt gewaardeerd, niet in het minst door zijn charmante werkgeefster. Hij zint echter op wraak.

## Rolverdeling
| Acteur         | Personage                                      |
| -------------- | ---------------------------------------------- |
| Brian Donlevy  | Walter Williams                                |
| Ella Raines    | Marsha Peters, de uitbaatster van de garage    |
| Charles Coburn | politie-luitenant Tom Quincy                   |
| Helen Walker   | Irene Williams, de ontrouwe vrouw van Williams |
| Anna May Wong  | Su Lin Chung, de dienstmeid van de Williams    |
| Mae Marsh      | mevrouw Peters                                 |
| Tony Barrett   | Jim Torrence, de minnaar van Irene             |
| Robert Warwick | kapitein Callahan                              |
| Art Baker      | advocaat van de verdediging                    |
| Philip Ahn     | Ah Sing, de oom van Su Lin Chung               |